# 小野紀明
小野 紀明（おの のりあき、1949年10月31日 - ）は、日本の政治学者。専門は西洋政治思想史。学位は、（京都大学・論文博士・1987年）。京都大学名誉教授。

## 経歴
出生から修学期
1949年、東京都で生まれた。北海道で育ち、京都大学法学部に進学。大学では勝田吉太郎に師事した。1973年3月に卒業し、京都大学大学院法学研究科に進学。1975年3月に修士課程を修了し、1978年3月に博士課程を退学。
研究者として
1976年4月、京都大学法学部助手に採用された。1978年4月、神戸大学法学部助教授に就いた。1986年4月に同教授に昇格。1987年5月、学位論文『フランス・ロマン主義の政治思想』を京都大学に提出して法学博士号を取得。
1995年4月、母校の京都大学大学院法学研究科教授となり、政治学専攻政治理論講座を担当した。京都大学法学部で開講されていた講座「政治思想史」は学生の受講率が高く、ときおり黒板や教壇を叩くといった視覚・聴覚に訴えかける講義スタイルで知られており、狭義の政治思想に囚われない西洋精神史全般を扱った講義をしていた。2006年4月より京都大学大学院公共政策連携研究部・公共政策教育部長も務めた。2015年3月に京都大学を定年退任し、京都大学名誉教授となった。
学界では、政治思想学会代表理事。
＊略歴は以下の通り。

## 研究内容・業績
専門は政治学で、西洋政治思想史。現在は初期マルティン・ハイデッガーの政治思想を主たる研究対象としている。
門下生
- 小田川大典（岡山大学社会文化科学研究科教授）
- 乙部延剛（大阪大学大学院法学研究科教授）
- 加藤哲理（名古屋大学大学院法学研究科教授）
- 川村文重（慶應義塾大学商学部専任講師）
- 仁井田崇（名城大学法学部教授）
- 平野啓一郎は文学者で芥川賞作家。ゼミ出身者であった。平野と春香の披露宴に主賓として出席した。
- 堀田新五郎（奈良県立大学地域創造学部教授）
- 森川輝一（京都大学大学院法学研究科教授）

エピソード
- 存在物概念を説明するために、「これは机であり、かつ、机ではない」という例を多用する。
- 2008年秋に脳出血で倒れた後遺症で現在右腕が不自由な状態にあり、講義での板書は左手で行っている。

## 著書

### 単著
- 『フランス・ロマン主義の政治思想』木鐸社 1986
- 『精神史としての政治思想史：近代的政治思想成立の認識論的基礎』行人社 1988
- 『現象学と政治：20世紀ドイツ精神史研究』行人社 1994
- 『20世紀の政治思想』岩波書店 1996
- 『美と政治：ロマン主義からポストモダニズムへ』岩波書店 1999
- 『政治哲学の起源：ハイデガー研究の視角から』岩波書店 2002
- 『政治理論の現在：思想史と理論のあいだ』世界思想社 2005
  - 改題文庫化『政治思想史と理論のあいだ：「他者」をめぐる対話』岩波現代文庫 2022
- 『ハイデガーの政治哲学』岩波書店 2010
- 『古典を読む(ヒューマニティーズ)』岩波書店 2010
- 『西洋政治思想史講義 精神史的考察』 岩波書店 2015

### 共著
- 『政治思想史』小笠原弘親・藤原保信共著、有斐閣 1987
- 『政治思想史の再発見（1）モダーンとポスト・モダーン』川崎修・富沢克共著、木鐸社 1992
- 『政治思想史の再発見（2）近代日本の意味を問う』辻本雅史・安西敏三共著、木鐸社 1992

### 訳書
- 『存在の政治：マルティン・ハイデガーの政治思想』リチャード・ウォーリン著、岩波書店 1999